# Markus Villiger
Markus Villiger (* 3. Dezember 1933) ist ein Schweizer Politiker (FDP), Geschäftsführer und Journalist.

## Leben
Markus Villiger arbeitete 28 Jahre beim Steinbruch Guber in Alpnach, davon zwölf Jahre als Geschäftsführer, nebenbei arbeitete er als freier Mitarbeiter bei den Luzerner Tageszeitungen und bei der Neuen Zürcher Zeitung. Ab 1. März 1987 war er Wirtschaftsredaktor beim Luzerner Tagblatt und bei der Luzerner Zeitung, ab 1993 Redaktor bei der Neuen Obwaldner Zeitung und anschliessend von 1994 bis 1998 Redaktionsleiter beim Obwaldner Wochenblatt.
Ab 1981 war Villiger Bankrat und Präsident der Obwaldner Kantonalbank. Er war Präsident bzw. Vizepräsident mehrerer Obwaldner Vereine bzw. Obwaldner Sektionen von nationalen Vereinen.
Villiger war politisch für die Freisinnigen aktiv. So war er 15 Jahre Gemeinderat in Alpnach und ebenso 15 Jahre Mitglied des Obwaldner Kantonsrats, den er 1982/83 präsidierte. 